# Акакій Кесарійський
Акакій Кесарійський (грец. Ἀκάκιος; дата народження невідома, помер у 366 р.) — християнський єпископ, ймовірно, виходець із Сирії; Акакій був учнем і біографом Євсевія Кесарійського та його наступника на кафедрі Кесарії Палестинської. Акакія пам'ятають головним чином за його запеклу опозицію Кирилу Єрусалимському і за ту роль, яку він потім мав змогу зіграти на більш гострих етапах аріанської суперечки. Його ім'ям названо теологічний рух акакіян. У двадцять першому виступі св. Григорія Назіанзена автор говорить про Акакія як про «язик аріан».

## Популярність в аріанській партії
Протягом усього життя Акакій носив прізвисько одноокий (грецькою ό μονόφθαλμος); безсумнівно, через особистий недолік, але, можливо, і зі зловмисним образним посиланням на його нібито загальну змінність поведінки та рідкісну майстерність у неоднозначних висловлюваннях.
У 341 році Акацій був присутній на Антіохійському соборі, коли в присутності імператора Констанція II групою з дев'яноста єпископів була освячена «Золота базиліка», і він підписав неоднозначні віровчення, з яких тоді було складено термін Гомоянізм і всі згадки про «субстанції» були виключені. За це разом з іншими єпископами Євсевіанської партії він був скинутий на Сардикійському соборі 343 року. Відмовляючись погодитися з винесеним йому вироком, він відійшов разом з іншими єпископами, відлученими до Філіпополя, де він, у свою чергу, допоміг забезпечити вирок до відлучення та покладення на посаду проти своїх суддів, включаючи Папу Юлія та Осія Кордубського. Ці покарання, які були накладені на нього з боку Нікейської партії, не зменшили його престижу. Єронім розповідає, що його заслуга перед Констанцієм II була настільки велика протягом усіх цих років, що, коли Папа Ліберій був скинутий і вигнаний у 357 році, Акацій зміг посадити на його місце антипапу Фелікса.

## Сварки з Кирилом Єрусалимським
358 рік став кульмінацією сварки між Акацієм і Кирилом, єпископом Єрусалимським. Непорозуміння, яке сягало періоду незабаром після встановлення Кирила Єрусалимського, нібито виникло через питання про канонічний пріоритет. Звинувачення та зустрічні звинувачення в єресі йшли протягом кількох років, поки Акакію не вдалося добитися скидання Кирила за допомогою палестинських єпископів, яких він спонукав розглянути звинувачення у контумінації. Кирило відправився у вигнання, але за два роки був відновлений у своїй церкві за рішенням Селевкійського собору. Однак заслуга Акакія до імператора Констанція II змогла скасувати відновлення Кирила Єрусалимського, і в 360 році Кирило був знову засуджений, цього разу Константинопольським Синодом. Кирило поступився і залишив свою кафедру, залишаючись у вигнанні до приходу імператора Юліана в 361 році.

## Селевкійський собор
Акакій зайняв провідне місце серед прелатів, яким вдалося розділити на дві частини Вселенський собор, який запропонував скликати Констанцій II, і таким чином звести нанівець його владу. Поки західні єпископи збиралися в Ріміні, 359 р., він і його брати зі Сходу зібралися в Селевкії Ісаврії в Сирії (нині Сіліфке, Туреччина). Там Акакій очолив бурхливу групу, названу на його честь акакіянами. Після того, як більшість підтвердила напіваріанський символ віри в Антіохії («Символ посвячення»), Сильван Тарський запропонував підтвердити Лукіанський символ віри, коли Акакій та його партія піднялися і залишили збори в знак протесту. Незважаючи на цей крок, Символ віри був підписаний наступного ранку із зачиненими дверима; процес, який Акакій негайно охарактеризував як «дія темряви». У середу прибули Василій Анкірський і Македоній I Константинопольський з Іларієм Піктавійським, Кирилом Єрусалимським і Євстахієм Антіохійським. Кирило вже був під осудом; і Акакій відмовився повернути своїх послідовників до синоду, поки він та деякі інші присутні єпископи не відійшли. Після бурхливих дебатів його план було погоджено, і Леонас, представник Констанція II на обговоренні, підвівся і прочитав копію нового Символу віри, який Акакій дав йому в руки. Він відкинув терміни гомоянізм і гомоусіанізм «як чужі від Святого Письма», а також анафематизував термін «аномеїзм» і чітко сповідував «подібність» Сина до Батька. Напіваріанська більшість відкинула цю формулу, яка тлумачила «подібність Сина до Отця» як «подібність лише в волі» (oμοιον κατα την βούλησιν μόνον), і приступила до скинення Акакія та його прихильників.

## Константинопольський Синод і наслідки
Акакій і його послідовники не дочекалися вироку про викладення; натомість вони відбули до Константинополя і подали свої скарги імператору. Незабаром Акакій отримав зустріч Констанція II. У Константинополі швидко був скликаний новий собор, душею якого був Акакій. Завдяки його працям Собор був змушений прийняти сповідь Ріміні. Щоб завершити свій тріумф, він і Євдоксій Антіохійський, тодішній єпископ Константинопольський, поклали весь свій вплив на те, щоб вивести з ужитку і забути едикти Нікейського собору та всі згадки про однолюбство. Після повернення на Схід у 361 році Акакій та його сторона посвятили нових єпископів на вакантні кафедри, а Мелетія поставили на Престол Антіохії . Коли імператорський престол посів нікей Ювіан , Акакій зі своїми друзями змінили свої погляди, і в 363 році вони добровільно прийняли Нікейський символ віри . Після вступу на престол імператора аріан Валента в 364 році Акакій повернувся до аріанства, зробивши спільну справу з Євдоксієм Антіохійським. Але він не знайшов прихильності до ради македонських єпископів у Лампсаку, і його низложення в Селевкії було підтверджено. Помер у 366 році за Баронієм.

## Літературні твори
Акакій був прелатом великої освіти, покровителем навчання, збагачуючи пергаментами бібліотеку в Кесарії, засновану Євсевієм. Він написав трактат у сімнадцяти книгах про Екклезіаст, а також шість книг Міскелланіес (грецькою σύμμικτα ζητηματα) або есе на різні теми; всі ці та інші книги, як і житіє, яке він написав про Євсевія, втрачені. З іншого боку Епіфаній Саламінський у своєму «Панаріоні» зберіг значний фрагмент «Anτιλογια» Акакія проти Маркела Анкірського.

## Подальші читання
- Neander, August; General history of the Christian religion and church, Joseph Torrey (translator), Boston, (1853–54)
- Newman, John Henry; Arians of the Fourth Century (1833)
- Smith, William, ed. (1870). «Acacius». Dictionary of Greek and Roman Biography and Mythology.